# European Football League 2013
La European Football League 2013 è stato la 27ª edizione del massimo torneo europeo per club di football americano. La sua finale è detta Eurobowl XXVII.

## Squadre partecipanti
| Club                     | Città           | Stadio                             | Sponsor ufficiale | Risultato nella stagione 2012                            |
| ------------------------ | --------------- | ---------------------------------- | ----------------- | -------------------------------------------------------- |
| Berlin Adler             | Berlino         | Friedrich-Ludwig-Jahn-Sportpark    |                   | Semifinalisti EFL; semifinalisti GFL                     |
| Calanda Broncos          | Landquart       | Stadion Ringstrasse                |                   | Campioni d'Europa; campioni di Svizzera                  |
| Graz Giants              | Graz            | Stadion Eggenberg                  | JCL               | Quarti di finale EFL; semifinalisti AFL                  |
| Helsinki Roosters        | Helsinki        | ISS Stadium (Vantaa)               |                   | Campioni di Finlandia                                    |
| Helsinki Wolverines      | Helsinki        | Laaksolahden Urheilupuisto (Espoo) |                   | Vicecampioni di Finlandia                                |
| Prague Black Panthers    | Praga           |                                    |                   | Quarti di finale EFL; Vicecampioni della Repubblica Ceca |
| Schwäbisch Hall Unicorns | Schwäbisch Hall | Hagenbachstadion                   |                   | Quarti di finale EFL; Campioni di Germania               |
| Søllerød Gold Diggers    | Rudersdal       | Rundforbi Stadion (Nærum)          |                   | Vincitori della EFAF Cup; Vicecampioni di Danimarca      |
| Spartiates d'Amiens      | Amiens          | Stade du Grand Marais              |                   | Semifinalisti di EFAF Cup; Campioni di Francia           |
| Tirol Raiders            | Innsbruck       | Tivoli-Neu Stadion                 | Swarco            | Semifinalisti EFL; vicecampioni d'Austria                |
| Vienna Vikings           | Vienna          | Hohe Warte Stadion                 | Raiffeisen        | Vicecampioni d'Europa; campioni d'Austria                |

### Squadre ammesse di diritto alla fase ai playoff
- Berlin Adler
- Calanda Broncos
- Tirol Raiders
- Vienna Vikings

### Squadre partecipanti alla prima fase
- Graz Giants
- Helsinki Roosters
- Helsinki Wolverines
- Prague Black Panthers
- Schwäbisch Hall Unicorns
- Søllerød Gold Diggers
- Spartiates d'Amiens

## Stagione regolare

### Calendario

#### 1ª giornata
| Amiens 6 aprile 2013, ore 19:00 CEST | Spartiates d'Amiens | 13 – 55 (0-21 7-20 0-14 6-0) referto | Schwäbisch Hall Unicorns | Stade du Grand Marais (200 spett.) |

#### 2ª giornata
| Nærum 13 aprile 2013, ore 15:00 CEST | Søllerød Gold Diggers | 44 – 49 (14-7 9-21 14-7 7-14) referto | Helsinki Roosters | Rundforbi Stadion |

| Graz 14 aprile 2013, ore 15:00 CEST | Graz Giants | 27 – 21 (7-0 14-14 6-7 0-0) referto | Prague Black Panthers | Stadion Eggenberg (1500 spett.) |

#### 3ª giornata
| Schwäbisch Hall 27 aprile 2013, ore 16:00 CEST | Schwäbisch Hall Unicorns | 52 – 12 (14-6 21-0 10-0 7-6) referto | Spartiates d'Amiens | Hagenbachstadion (750 spett.) |

| Espoo 27 aprile 2013, ore 18:00 CEST | Helsinki Wolverines | 28 – 40 (0-0 21-10 0-13 7-17) referto | Søllerød Gold Diggers | Laaksolahden Urheilupuisto |

#### 4ª giornata
| Vantaa 4 maggio 2013, ore 17:00 CEST | Helsinki Roosters | 29 – 22 (10-0 7-6 6-8 6-8) referto | Helsinki Wolverines | ISS Stadium |

### Classifiche
Le classifiche della regular season sono le seguenti:
- PCT = percentuale di vittorie, G = partite giocate, V = partite vinte,  P = partite perse, PF = punti fatti, PS = punti subiti

#### Gruppo 1
| Pos. | Squadra                  | PCT   | G | V | N | P | PF  | PS  |
| ---- | ------------------------ | ----- | - | - | - | - | --- | --- |
| 1    | Schwäbisch Hall Unicorns | 1.000 | 2 | 2 | 0 | 0 | 107 | 25  |
| 2    | Spartiates d'Amiens      | .000  | 2 | 0 | 0 | 2 | 25  | 107 |

#### Gruppo 2
| Pos. | Squadra               | PCT   | G | V | N | P | PF | PS |
| ---- | --------------------- | ----- | - | - | - | - | -- | -- |
| 1    | Helsinki Roosters     | 1.000 | 2 | 2 | 0 | 0 | 78 | 66 |
| 2    | Søllerød Gold Diggers | .500  | 2 | 1 | 0 | 1 | 84 | 77 |
| 3    | Helsinki Wolverines   | .000  | 2 | 0 | 0 | 2 | 50 | 69 |

#### Gruppo 3
| Pos. | Squadra               | PCT   | G | V | N | P | PF | PS |
| ---- | --------------------- | ----- | - | - | - | - | -- | -- |
| 1    | Graz Giants           | 1.000 | 1 | 1 | 0 | 0 | 27 | 21 |
| 2    | Prague Black Panthers | .000  | 1 | 0 | 0 | 1 | 21 | 27 |

## Playoff

### Tabellone
|  | Quarti di finale | Quarti di finale         | Quarti di finale |                |    | Semifinale     | Semifinale | Semifinale |  |  | Eurobowl XXVII | Eurobowl XXVII | Eurobowl XXVII |
|  |                  |                          |                  |                |    |                |            |            |  |  |                |                |                |
|  |                  | Tirol Raiders            | 52               |                |    |                |            |            |  |  |                |                |                |
|  | 1-2              | Helsinki Roosters        | 13               |                |    |                |            |            |  |  |                |                |                |
|  | 1-2              | Helsinki Roosters        | 13               |                |    | Tirol Raiders  | 37         |            |  |  |                |                |                |
|  |                  |                          |                  |                |    | Tirol Raiders  | 37         |            |  |  |                |                |                |
|  |                  |                          | Calanda Broncos  | 7              |    |                |            |            |  |  |                |                |                |
|  |                  | Calanda Broncos          | Calanda Broncos  | 7              | 42 |                |            |            |  |  |                |                |                |
|  |                  | Calanda Broncos          |                  |                | 42 |                |            |            |  |  |                |                |                |
|  | 1-1              | Schwäbisch Hall Unicorns | 28               |                |    |                |            |            |  |  |                |                |                |
|  |                  |                          |                  |                |    |                |            |            |  |  |                | Tirol Raiders  | 14             |
|  |                  |                          |                  | Vienna Vikings | 37 |                |            |            |  |  |                |                |                |
|  |                  | Vienna Vikings           | 62               |                |    |                |            |            |  |  |                |                |                |
|  | 2-2              | Søllerød Gold Diggers    | 3                |                |    |                |            |            |  |  |                |                |                |
|  | 2-2              | Søllerød Gold Diggers    | 3                |                |    | Vienna Vikings | 41         |            |  |  |                |                |                |
|  |                  |                          |                  |                |    | Vienna Vikings | 41         |            |  |  |                |                |                |
|  |                  |                          | Berlin Adler     | 17             |    |                |            |            |  |  |                |                |                |
|  |                  | Berlin Adler             | Berlin Adler     | 17             | 35 |                |            |            |  |  |                |                |                |
|  |                  | Berlin Adler             |                  |                | 35 |                |            |            |  |  |                |                |                |
|  | 1-3              | Graz Giants              | 31               |                |    |                |            |            |  |  |                |                |                |

### Quarti di finale
| Berlino 25 maggio 2013, ore 15:00 CEST | Berlin Adler | 35 – 31 (0-14 9-7 0-7 26-3) referto | Graz Giants | Friedrich-Ludwig-Jahn-Sportpark (654 spett.) |

| Innsbruck 25 maggio 2013, ore 17:15 CEST | Tirol Raiders | 52 – 13 (14-0 24-6 0-0 14-7) referto | Helsinki Roosters | Tivoli-Neu Stadion (2200 spett.) |

| Coira 26 maggio 2013, ore 15:00 CEST | Calanda Broncos | 42 – 28 (0-7 21-7 7-7 14-7) referto | Schwäbisch Hall Unicorns | Stadion Ringstrasse (1280 spett.) |

| Vienna 26 maggio 2013, ore 15:00 CEST | Vienna Vikings | 62 – 3 (7-0 20-0 28-3 7-0) referto | Søllerød Gold Diggers | Hohe Warte Stadion (2120 spett.) |

### Semifinali
| Innsbruck 16 giugno 2013, ore 14:15 CEST | Tirol Raiders | 37 – 7 (2-7 10-0 7-0 18-0) referto | Calanda Broncos | Tivoli-Neu Stadion (4400 spett.) |

| Vienna 16 giugno 2013, ore 15:00 CEST | Vienna Vikings | 41 – 17 (7-7 17-3 14-0 3-7) referto | Berlin Adler | Hohe Warte Stadion (3300 spett.) |

### Eurobowl XXVII
| Innsbruck 6 luglio 2013, ore 20:45 CEST | Tirol Raiders                                                                     | 14 – 37 (0-7 0-16 14-7 0-7) referto | Vienna Vikings | Tivoli-Neu Stadion (8000 spett.)\| Arbitri: \| M. Tschurer J. Siebmanns M. Schwieger T. Fonseca R. Miras A. Rivers S. Degruijter \| |
| Arbitri:                                | M. Tschurer J. Siebmanns M. Schwieger T. Fonseca R. Miras A. Rivers S. Degruijter |                                     |                | |

## Verdetti
- Vienna Vikings Campioni d'Europa 2013 (5º titolo)